# 特雷莎 (紐約州村)
特雷莎（英語：Theresa）是位於美國紐約州傑佛遜縣的村。

## 人口
根據2020年美國人口普查的數據，特雷莎的面積為3.43平方千米，當中陸地面積為3.27平方千米，而水域面積為0.16平方千米。當地共有人口752人，而人口密度為每平方千米219人。